# Hagley Hall
Hagley Hall est une maison du XVIIIe siècle classée Grade I à Hagley, Worcestershire,  la maison de la famille Lyttelton. Elle est construite par George, 1er Lord Lyttelton (1709–1773), secrétaire de Frederick, prince de Galles, poète et homme de lettres et brièvement chancelier de l'Échiquier. Avant la mort de son père (Thomas Lyttelton (4e baronnet)) en 1751, il entreprend d'aménager le parc dans le nouveau style pittoresque, et entre 1754 et 1760 c'est lui qui est responsable de la construction de la maison néo-palladienne qui existe aujourd'hui.
Après un incendie en 1925, la majeure partie de la maison est restaurée, mais l'étage supérieur des quartiers des domestiques ne l'a pas été, ce qui signifie que la ligne de toit actuelle entre les tours est plus basse qu'elle ne l'était lors de la première construction.
Le domaine est tombé en ruine et a contracté une dette croissante à partir des années 1970. John Lyttelton (11e vicomte Cobham) est contraint de vendre de vastes étendues de terres pour les maintenir à flot (en plus de payer pour son divorce très médiatisé). Son frère et successeur Christopher Lyttelton (12e vicomte Cobham) commence des travaux de restauration à la fois dans la maison principale et dans le parc . Celui-ci est ouvert au public et une partie de la maison est disponible en location.

## Maison
La mode des maisons néo-palladiennes commence à Londres entre 1715 et 1720. Elle s'étend aux provinces et n'atteint le Worcestershire que dans les années 1750. Les deux plus beaux exemples de ce style dans le Worcestershire sont Croome Court (en) construit entre 1751 et 1752 et Hagley Hall conçu par Sanderson Miller (avec l'aide de l'architecte londonien John Sanderson) entre 1754 et 1760. Les caractéristiques néo-palladiennes notables incorporées dans Hagley Hall sont l'extérieur uni et les tours d'angle aux toits pyramidaux (une caractéristique utilisée pour la première fois par Inigo Jones dans la conception de Wilton House dans le Wiltshire) et des fenêtres vénitiennes . La maison contient un bel exemple de plâtre rococo de Francesco Vassali et une collection unique de meubles et de portraits de famille Chippendale du XVIIIe siècle, notamment des œuvres de Van Dyck, Joshua Reynolds, Cornelius Johnson et Peter Lely. Un catalogue de la collection est publié en 1900 .
La veille de Noël 1925, un incendie catastrophique ravage la maison, détruisant une grande partie de la bibliothèque et de nombreux tableaux. Malgré le plomb bouillant coulant du toit à travers la maison, tous ceux qui se trouvaient à l'intérieur ont réussi à s'échapper. Au plus fort de l'incendie, alors que rien de plus ne pouvait être récupéré de l'intérieur, le 9e vicomte est entendu marmonner "l'œuvre de ma vie [est] détruite". Lui et sa femme ont minutieusement restauré la maison, à l'exception des logements du personnel au dernier étage.

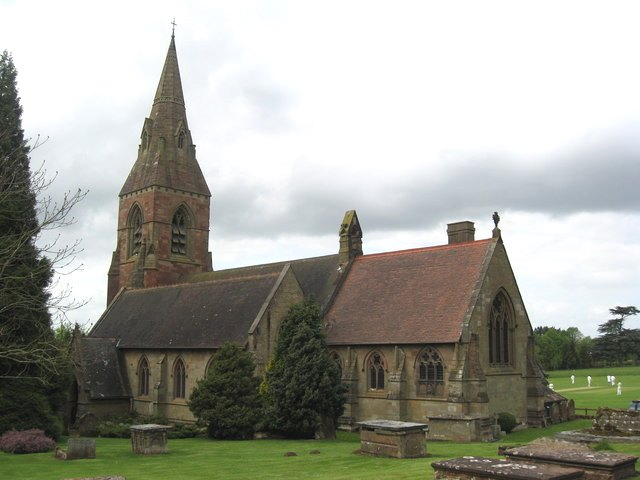
Église Saint-Jean-Baptiste, Hagley

Au nord du manoir, et séparé de celui-ci uniquement par l'étroite Hall Drive, se trouve l'écurie. Les bâtiments sont regroupés autour de deux cours. L'écurie ne sert plus son objectif initial, mais est maintenant exploité comme un parc d'activités pour les petites entreprises locales.
A quelques pas à l'ouest de la maison, face à sa façade arrière, se trouve l'église paroissiale Saint-Jean-Baptiste et son cimetière environnant. À deux exceptions près, les membres de la famille Lyttelton, propriétaires de Hagley Hall et leurs proches, n'ont été enterrés dans le cimetière que depuis 1875; il y a aussi les propriétaires d'autres grandes maisons et propriétés de la région, ainsi que leurs serviteurs . Immédiatement à côté de l'église se trouve le terrain de cricket local avec son pavillon séparé. Le Hagley Cricket Club, formé pour la première fois en 1834, est longtemps associé à la famille Lyttelton .

## Jardins
Hagley House est situé dans 350 acres de parc paysager pâturé par des troupeaux de daims. Les terrains sont aménagés entre 1739 et 1764 environ, avec des folies conçues par John Pitt (d'Encombe), Thomas Pitt, James "Athenian" Stuart et Sanderson Miller . Les folies comprennent l'obélisque de Hagley, construit en 1764 pour Sir Richard Lyttelton, visible à de nombreux kilomètres . La reconstruction voisine du temple de Thésée, construit entre 1759 et 1762, est un cadeau de l'amiral Smith, le demi-frère de Lyttelton. Il est actuellement en mauvais état et figure sur le registre du patrimoine en péril de l'Angleterre historique depuis quelques années.

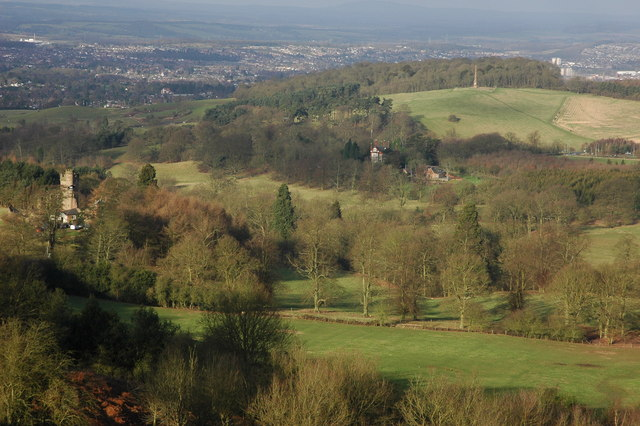
Hagley Park au premier plan, avec l'obélisque de Hagley sur Wychbury Hill au milieu, vu des collines voisines de Clent

Le parc attire de nombreux visiteurs admiratifs, notamment des écrivains intéressés par l'aménagement paysager tels qu'Alexander Pope et William Shenstone, à qui des monuments sont ensuite érigés dans le parc. James Thomson est un autre visiteur commémoré, qui a inclus une description du terrain dans la section Spring de The Seasons, qu'il a révisée après sa première visite à Hagley en 1743 .
Bien que le poète jardinier William Mason n'a pas considéré Hagley dans "The English Garden", il y a une section qui lui est consacrée dans son ancienne "Ode à une nymphe de l'eau" (1758) qui le fait. Horace Walpole, notoirement difficile à satisfaire, écrit après une visite en 1753, "J'ai usé mes yeux en regardant, mes pieds en grimpant, et ma langue et mon vocabulaire en félicitant" .
En avril 1786, John Adams, lors d'une tournée avec Thomas Jefferson, visite Hagley et d'autres maisons notables de la région et écrit dans son journal : « Stowe, Hagley et Blenheim sont superbes ; Woburn, Caversham et les Leasowes sont magnifiques. Wotton est à la fois grand et élégant, bien que négligé" .
Après plusieurs décennies de négligence, des travaux de restauration commencent sur le terrain, à commencer par l'obélisque de Hagley sur Wychbury Hill en 2010 .